# 프리미어리그 2009-10
프리미어리그 2009-10은 프리미어리그의 18번째 시즌이다. 전 시즌 우승 팀은 맨체스터 유나이티드 FC로 지난 2008-09시즌에 팀의 18번째 우승을 하였다. 2009년 8월 15일에 시작하여 2010년 5월 9일에 끝났다. 20개 팀이 리그에 참가하게 되는데, 17개 팀은 지난 시즌에 참여했던 팀이고, 나머지 세 팀은 풋볼 리그 챔피언십에서 승격한 팀이다. 2010년 5월 10일, 리그 마지막 경기에서 첼시가 승점 86점으로 리그 우승을 차지하였다.

## 승격 및 강등

### 승격
2009-10시즌에 프리미어리그에서 활동하는 팀
- 챔피언십리그 우승 : 울버햄튼 원더러스 FC
- 챔피언십리그 준우승 : 버밍엄 시티 FC
- 챔피언십리그 플레이오프 우승 : 번리 FC

### 강등
2010-11시즌에 풋볼 리그 챔피언십에서 활동하는 팀
- 프리미어리그 18위 : 번리 FC
- 프리미어리그 19위 : 헐 시티 AFC
- 프리미어리그 20위 : 포츠머스 FC

## 리그 순위
최종 업데이트 : 2010년 5월 10일
| 순위 | 팀                  | 경기 | 승 | 무 | 패 | 득  | 실 | 차  | 승점 | 참가 자격 및 강등              |
| ---- | ------------------- | ---- | -- | -- | -- | --- | -- | --- | ---- | ------------------------------ |
| 1    | 첼시                | 38   | 27 | 5  | 6  | 103 | 32 | +71 | 86   | UEFA 챔피언스리그 조별 리그    |
| 2    | 맨체스터 유나이티드 | 38   | 27 | 4  | 7  | 86  | 28 | +58 | 85   | UEFA 챔피언스리그 조별 리그    |
| 3    | 아스널              | 38   | 23 | 6  | 9  | 83  | 41 | +42 | 75   | UEFA 챔피언스리그 조별 리그    |
| 4    | 토트넘 홋스퍼       | 38   | 21 | 7  | 10 | 67  | 41 | +26 | 70   | UEFA 챔피언스리그 플레이오프전 |
| 5    | 맨체스터 시티       | 38   | 18 | 13 | 7  | 73  | 45 | +28 | 67   | UEFA 유로파리그 플레이오프전   |
| 6    | 애스턴 빌라         | 38   | 17 | 13 | 8  | 52  | 39 | +13 | 64   | UEFA 유로파리그 플레이오프전   |
| 7    | 리버풀              | 38   | 18 | 9  | 11 | 61  | 35 | +26 | 63   | UEFA 유로파리그 3차 예선전     |
| 8    | 에버턴              | 38   | 16 | 13 | 9  | 60  | 49 | +11 | 61   |                                |
| 9    | 버밍엄 시티         | 38   | 13 | 11 | 14 | 38  | 47 | -9  | 50   |                                |
| 10   | 블랙번 로버스       | 38   | 13 | 11 | 14 | 41  | 55 | -14 | 50   |                                |
| 11   | 스토크 시티         | 38   | 11 | 14 | 13 | 34  | 48 | -14 | 47   |                                |
| 12   | 풀럼                | 38   | 12 | 10 | 16 | 39  | 46 | -7  | 46   |                                |
| 13   | 선덜랜드            | 38   | 11 | 11 | 16 | 48  | 56 | -8  | 44   |                                |
| 14   | 볼턴 원더러스       | 38   | 10 | 9  | 19 | 42  | 67 | -25 | 39   |                                |
| 15   | 울버햄프턴 원더러스 | 38   | 9  | 11 | 18 | 32  | 56 | -24 | 38   |                                |
| 16   | 위건 애슬레틱       | 38   | 9  | 9  | 20 | 37  | 79 | -42 | 36   |                                |
| 17   | 웨스트햄 유나이티드 | 38   | 8  | 11 | 19 | 47  | 66 | -19 | 35   |                                |
| 18   | 번리                | 38   | 8  | 6  | 24 | 42  | 82 | -40 | 30   | 풋볼 리그 챔피언십으로 강등    |
| 19   | 헐 시티             | 38   | 6  | 12 | 20 | 34  | 75 | -41 | 30   | 풋볼 리그 챔피언십으로 강등    |
| 20   | 포츠머스 (–9)       | 38   | 7  | 7  | 24 | 34  | 66 | -32 | 191  | 풋볼 리그 챔피언십으로 강등    |

1. 포츠머스는 재정난으로 인해 승점 9점을 삭감당하는 징계를 받았다.

## 시즌 통계
최종 업데이트 : 2010년 5월 10일
| 순위 | 선수명                | 클럽          | 골 |
| ---- | --------------------- | ------------- | -- |
| 1    | 디디에 드로그바       | 첼시          | 29 |
| 2    | 웨인 루니             | 맨체스터 Utd  | 26 |
| 3    | 대런 벤트             | 선덜랜드      | 24 |
| 4    | 카를로스 테베스       | 맨체스터 시티 | 23 |
| 5    | 프랭크 램퍼드         | 첼시          | 22 |
| 6    | 페르난도 토레스       | 리버풀        | 18 |
| 6    | 저메인 디포           | 토트넘        | 18 |
| 8    | 프란세스크 파브레가스 | 아스널        | 15 |
| 9    | 에마뉘엘 아데바요르   | 맨체스터 시티 | 14 |
| 10   | 루이 사하             | 에버턴        | 13 |
| 10   | 가브리엘 아그본라허   | 애스턴 빌라   | 13 |

| 순위 | 선수명            | 클럽          | 도움 |
| ---- | ----------------- | ------------- | ---- |
| 1    | 프랭크 램퍼드     | 첼시          | 17   |
| 2    | 세스크 파브레가스 | 아스널        | 15   |
| 3    | 디디에 드로그바   | 첼시          | 13   |
| 4    | 제임스 밀너       | 애스턴 빌라   | 12   |
| 5    | 니콜라 아넬카     | 첼시          | 10   |
| 5    | 크레이그 벨라미   | 맨체스터 시티 | 10   |
| 5    | 라이언 긱스       | 맨체스터 Utd  | 10   |
| 5    | 루이스 나니       | 맨체스터 Utd  | 10   |
| 5    | 애슐리 영         | 애스턴 빌라   | 10   |
| 10   | 레이턴 베인스     | 에버턴        | 9    |
| 10   | 매튜 이더링턴     | 스토크 시티   | 9    |
| 10   | 에런 레넌         | 토트넘 홋스퍼 | 9    |
| 10   | 안토니오 발렌시아 | 맨체스터 Utd  | 9    |

### 득점
- 시즌 첫 골 : 헐시티의 스티븐 헌트(27분12초) (vs 첼시, 2009년 8월 15일)
- 가장 빠른 골 : 36초- 선덜랜드의 대런 벤트 (vs 토트넘, 2010년 4월 3일)
- 가장 늦은 골 : 90+5분 48초- 번리의 웨이드 앨리엇 (vs 헐시티, 2010년 4월 10일)
- 최다 골 차이 경기 : 8골
  - 토트넘 홋스퍼 9 - 1 위건 애슬레틱 (2009년 11월 22일)
  - 첼시 8 - 0 위건 애슬레틱 (2010년 5월 9일)
- 한 경기 최다 골 경기 : 10골
  - 토트넘 홋스퍼 9 - 1 위건 애슬레틱 (2009년 11월 22일)
- 45분 최다 골 경기 : 9골- 토트넘 홋스퍼 9 - 1 위건 애슬레틱 (2009년 11월 22일)
- 시즌 첫 자책골 : 번리의 스테판 조단(32분 28초) (vs 스토크 시티, 2009년 8월 15일)
- 시즌 첫 해트트릭 : 토트넘 홋스퍼의 저메인 디포 (vs 헐시티, 2009년 8월 19일)
- 가장 빠른 해트트릭 : 6분- 토트넘 홋스퍼의 저메인 디포 (vs 위건 애슬레틱, 2009년 11월 22일)

### 징계
- 시즌 첫 경고 : 헐 시티의 버나드 맨디(45+1분 30초) (vs 첼시, 2009년 8월 15일)
- 시즌 첫 퇴장 : 볼튼 원더러스의 숀 데이비스(53분 57초) (vs 리버풀, 2009년 8월 29일)
- 한 경기 최다 경고 : 9
  - 맨체스터 유나이티드 2 - 1 아스날 맨유 3 (웨스 브라운, 파트리스 에브라, 웨인 루니), 아스날 6(마누엘 알무니아, 바카리 사냐, 에마뉘엘 에부에, 알렉산드르 송, 로빈 판 페르시) (2009년 8월 29일)
  - 선덜랜드 1 - 1 위건 애슬레틱  선덜랜드 4(로리크 차나, 리 캐터모어, 켄와인 존스, 조지 매카트니), 위건 애슬레틱 5(게리 캐드웰, 마누엘 퓌그로아, 제임스 매카시, 찰스 은조그비아, 휴고 로다예가) (2010년 2월 6일)
- 한 경기 최다 퇴장 : 3- 포츠머스 1 - 1 선덜랜드 포츠머스 1 (리카르도 로카), 선덜랜드 2 (리 캐터모어, 데이비드 메일러)(2008년 11월 9일)
- 가장 늦은 경고 : 90+5분 27초- 버밍엄 시티의 배리 퍼거슨 (퇴장) (vs 맨체스터 시티, 2000년 10월 1일)

### 기타
- 최장 추가시간
  - (전반전) 8분 26초- 스토크 시티 vs 첼시 (2009년 9월 12일)
  - (후반전) 10분 25초- 헐 시티 vs 아스톤 빌라 (2010년 4월 21일)
- 개막전 패배로 시작을 한 뒤 연패를 한 팀 - 7경기 연속 무득점 포츠머스 (2009년 9월 26일 까지) 다음 경기인 vs 울버햄튼전 (10월 3일)에서 1 - 0 승리 하면서 뒤늦게 첫 승을 기록했음.

## 이 달의 감독 및 선수
| 월   | 이 달의 감독    | 이 달의 감독        | 이 달의 선수    | 이 달의 선수          |
| 월   | 감독            | 클럽                | 선수            | 클럽                  |
| ---- | --------------- | ------------------- | --------------- | --------------------- |
| 8월  | 해리 레드냅     | 토트넘 홋스퍼       | 저메인 디포     | 토트넘 홋스퍼         |
| 9월  | 알렉스 퍼거슨   | 맨체스터 유나이티드 | 페르난도 토레스 | 리버풀                |
| 10월 | 로이 호지슨     | 풀럼                | 로빈 판 페르시  | 아스널                |
| 11월 | 카를로 안첼로티 | 첼시                | 지미 불라드     | 헐 시티               |
| 12월 | 알렉스 맥리쉬   | 버밍엄 시티         | 카를로스 테베스 | 맨체스터 시티         |
| 1월  | 데이비드 모예스 | 에버튼 FC           | 웨인 루니       | 맨체스터 유나이티드FC |
| 2월  | 로이 호지슨     | 풀럼 FC             | 마크 슈왈처     | 풀럼 FC               |
| 3월  | 데이비드 모예스 | 에버튼 FC           | 플로랑 말루다   | 첼시 FC               |
| 4월  | 마틴 오닐       | 애스턴 빌라 FC      | 가레스 베일     | 토트넘 홋스퍼         |

## 경기장
| 클럽                 | 경기장                    | 수용인원 |
| -------------------- | ------------------------- | -------- |
| 맨체스터 유나이티드  | 올드 트래퍼드             | 76,212   |
| 아스널               | 에미레이츠 경기장         | 60,355   |
| 선덜랜드             | 스타디움 오브 라이트      | 49,000   |
| 맨체스터 시티        | 시티 오브 맨체스터 경기장 | 47,726   |
| 리버풀               | 앤필드                    | 45,362   |
| 애스턴 빌라          | 빌라 파크                 | 42,640   |
| 첼시                 | 스탬퍼드 브리지           | 42,055   |
| 에버턴               | 구디슨 파크               | 40,170   |
| 토트넘 홋스퍼        | 화이트 하트 레인          | 36,240   |
| 웨스트 햄 유나이티드 | 불린 그라운드             | 35,303   |
| 블랙번 로버스        | 이우드 파크               | 31,367   |
| 버밍엄 시티          | 세인트 앤드루스           | 30,009   |
| 울버햄프턴 원더러스  | 몰리뉴 경기장             | 29,303   |
| 볼턴 원더러스        | 리복 경기장               | 28,723   |
| 스토크 시티          | 브리타니아 경기장         | 28,383   |
| 풀럼                 | 크레이븐 코티지           | 27,000   |
| 헐 시티              | KC 경기장                 | 25,404   |
| 위건 애슬레틱        | DW 경기장                 | 25,135   |
| 번리                 | 터프 무어                 | 22,546   |
| 포츠머스             | 프래턴 파크               | 20,688   |

## 감독 교체
| 클럽          | 해임된 감독 | 그만두게 된 이유 | 해임일     | 후임 감독       | 부임일     | 당시 리그 순위 |
| ------------- | ----------- | ---------------- | ---------- | --------------- | ---------- | -------------- |
| 첼시          | 거스 히딩크 | 계약 만료        | 2009-05-31 | 카를로 안첼로티 | 2009-07-01 | 프리 시즌      |
| 포츠머스      | 폴 하트     | 해임             | 2009-11-25 | 아브람 그랜트   | 2009-11-27 | 20위           |
| 맨체스터 시티 | 마크 휴즈   | 해임             | 2009-11-25 | 로베르토 만치니 | 2009-11-27 | 6위            |
| 볼턴          | 게리 맥슨   | 해임             | 2009-12-30 | 오언 코일       | 2010-01-09 | 18위           |
| 헐 시티       | 필 브라운   | 직위 박탈        | 2010-03-15 | 이언 도이(대행) | 2010-03-17 | 19위           |